# Zusters Dienstmaagden van Maria

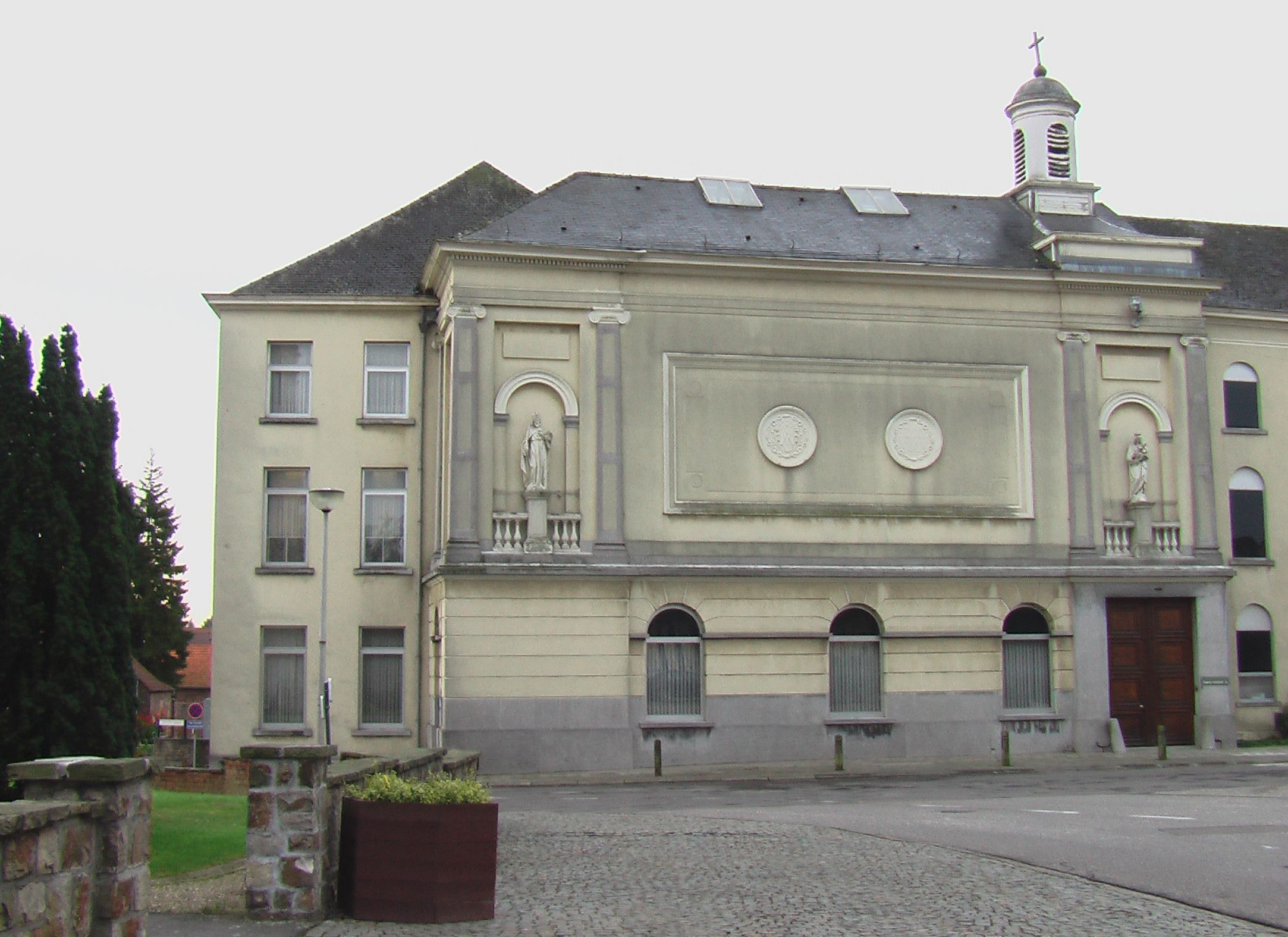
Mutterhaus und Kloster der „Zusters Dienstmaagden van Maria“ in Erps-Kwerps

Die Zusters Dienstmaagden van Maria oder Des religieuses servantes de Maria ( dt.: Dienstmägde Mariens) war ein römisch-katholischer Frauenorden in Belgien.
Im Jahre 1816 gründete der Pfarrer von Erps-Kwerps, Ferdinand Ludwig de Cooman († 1823) eine Schule. Diese wurde durch einige fromme Frauen versorgt, die 1834 in der Kongregation Des religieuses servantes de Marie zusammengeschlossen wurden. 
Die Kongregation bischöflichen Rechtes wurde durch den Erzbischof von Mecheln, Kardinal  Engelbertus Sterckx, bestätigt. Die Ordensschwestern befolgten die Ordensregel des heiligen Ignatius von Loyola, des Ordensgründers der Jesuiten. Sie gründeten weitere Niederlassungen in Kraainem, Steenokkerzeel, Nederokkerzeel, Herent (bis 1933), St.-Stevens-Woluwe, Wijgmaal (bis 1933), St. Jans Molenbeek (bis 1944) und Zonhoven (bis 2008). 1958/59 wurde die Schule des Mutterhauses in ein Altenheim umgewandelt. In der Jugend- und Schularbeit beheimatet, erweiterten die Schwestern seit 1960 ihr Wirkungsfeld. Die Kongregation zählte im Jahre 1961 53 Professschwestern in sechs Häusern und vereinigte sich im August 1964 mit den Augustinessen Zwartzusters van Halle.